# Jesús T. Acevedo
Jesús Tito Acevedo Argumosa más conocido como Jesús T. Acevedo (México, 1882-Pocatello, 1918) fue un escritor, arquitecto y crítico de arte mexicano.

## Biografía
Realizó estudios de arquitectura en la Academia de San Carlos. En su labor docente, desde muy joven enseñó dibujo en las Escuelas Oficiales Nocturnas para Obreros; más tarde en la Escuela Nacional Preparatoria, y ya arquitecto, se desempeñó como profesor en la Academia Nacional De Bellas Artes, primero de estilos de ornamentación y después de composición de arquitectura.
Fue uno de los fundadores de la Sociedad de Conferencias y del Ateneo de la Juventud Mexicana, junto a Alfonso Reyes, José Vasconcelos, Isidro Fabela, entre otros más. Se unió a la promoción cultural que surgió en los ámbitos universitarios y modernistas de la época, y que cristalizó en la revista Savia Moderna (1906).
Filiado a la dictadura de Victoriano Huerta, fungió como director de correos durante la dirigencia de este, con Julio Torri como su secretario particular. Tras la dimisión de Huerta en 1914, se exilió en España. Durante su estadía en el país ibérico escribió y publicó en periódicos y revistas una serie de textos sobre diversos temas.
Impulsado por Alfonso Reyes, se publicó póstumamente su único libro: Disertaciones de un arquitecto (1920).

## Publicaciones

### Antologías
- Martínez, José Luis (1985). El ensayo: Siglos XIX y XX de Justo Sierra a Carlos Monsiváis. México, D. F.: Promociones Editoriales Mexicanas [PROMEXA] (Gran colección de la literatura mexicana). ISBN 9683404251.

### Libros
- Acevedo, Jesús T. (1920). Disertaciones de un arquitecto. Distrito Federal, México: México Moderno / Departamento de Literatura [INBA] (Ayer y hoy; 5).